# Саркар, Прабхат Ранджан
Прабхат Ранджан Саркар (бенг. প্রভাতরঞ্জন সরকার) (21 мая 1921 — 21 октября 1990), также известный под своим духовным именем Шри Шри Анандамурти (бенг. শ্রীশ্রী আনন্দমূর্তি, санскр. श्री श्री आनंदमूर्ति), — индийский философ, гуру, основатель и президент «Ананда марги». П. Р. Саркар стал автором более 250 книг, предложив свои концепции развития истории (теория социальных циклов), мировой экономики (PROUT) и теорию микровитов. П. Р. Саркар сформулировал теорию неогуманизма, которая, в отличие от традиционного гуманизма, говорит о том, что не только человек, а все создания в этом мире имеют право на существование. Организация «Ананда марга», основанная им в Индии в 1955 году, по данным на 2009 год осуществляла свою деятельность в более чем 120 странах.

## Биография
Прабхат Ранджан Саркар родился в небольшом индийском городке Джамалпуре штата Бихар. Он был способным ребёнком, с раннего детства практиковал медитацию и демонстрировал знания в различных языках и в других областях.
В 1939 году Саркар уехал из Джамалпура в Калькутту и поступил в Видьясагарский колледж при Калькуттском университете. Однако Саркар был вынужден бросить учёбу, чтобы обеспечивать свою семью после смерти отца, и поступил бухгалтером на службу в главное управление железных дорог в родном городе, там он работал 16 лет, обучая, помимо этого, своих многочисленных учеников духовным практикам раджадхираджа-йоги.
Духовное имя Саркара — Шри Шри Анандамурти в переводе с санскрита означает «воплощение (проявление) блаженства» (санскр. आनंद — блаженство, санскр. मूर्ति — проявление). Он является Гуру последователей школы «Ананда марга», ученики также называют его Баба, что в переводе с бенгали означает «самый дорогой».
В 1955 году Саркар основал социально-духовную организацию «Ананда Марга» (в переводе с санскрита «Путь Блаженства»). В 1966 г. он ушел из железнодорожной компании и полностью переключился на работу в должности президента «Ананда марги». С этого времени основной его резиденцией стало местечко Лэйк Гарден в Калькутте, западная Бенгалия.
Прогрессивная теория рационального использования (ПРАУТ), выдвинутая Саркаром в 1959 году, начала приобретать популярность в середине 60-х. ПРАУТ стал новой социально-духовной концепцией, грозившей составить конкуренцию коммунизму. Это привело к конфронтации с Коммунистической партией Индии (марксистской), которая в то время являлась правящей партией в Западной Бенгалии. В 1971 году несколько членов «Ананда марги» подверглись нападению и были убиты, предположительно по заказу КПИ (М), однако ответственность за их гибель была возложена на Саркара. Его арестовали и осудили по обвинению в подстрекательстве к убийству. Условия содержания в тюрьме были очень тяжёлыми. Все годы пребывания в заключении Саркар продолжал утверждать, что он невиновен. Его последователи заявляли, что арест Саркара является политической акцией и связан с распространением его духовного и социального учения.
С самого начала своего тюремного заключения Саркар выражал протест против ничем не обоснованного применения пыток к монахам «Ананда марги». 12 февраля 1973 года на его жизнь было совершено покушение — его отравил тюремный врач. Саркар потребовал надлежащего судебного расследования, но получил отказ. С 1 апреля 1973 года в знак протеста Саркар начал голодовку, которая длилась в течение пяти с половиной лет вплоть до выхода из тюрьмы 3 августа 1978 года. Всё это время его ежедневный рацион состоял из половины стакана молочной сыворотки. Когда в Индии пришло к власти новое правительство, состоялось повторное судебное разбирательство, в результате которого Саркар был признан невиновным по всем пунктам обвинения и освобождён.
В то время как Саркар находился в тюрьме, организация «Ананда марга» распространилась по всему миру, неся его послание: «самореализация и служение всему сущему».
Здоровье Саркара было сильно подорвано плохими условиями содержания в тюрьме, тяжёлым отравлением и пятилетней голодовкой, однако он продолжал активно распространять своё учение, давая лекции по широкому спектру тем, включающих вопросы по духовной и социальной философии, земледелию, неогуманизму и теории микровитов. Он написал в общей сложности 5018 песен, получивших название Прабхат Самгиты (c санскр.  Песни нового рассвета).
В 1978—1979 годах Саркар провёл мировое турне, встречаясь с последователями в разных странах мира, включая Швейцарию, Германию, Францию, Скандинавию, Ближний Восток, Таиланд, Тайвань, Венесуэлу и Ямайку. Государственный департамент США запретил ему въезд на территорию страны в связи со сложными отношениями между Саркаром и правительством Индии, поэтому встреча с американскими учениками была проведена на Ямайке в 1979 году.
Саркар всегда очень много работал, он спал не более четырёх часов в сутки, принимая отчеты руководителей отделений организации, встречаясь с ачарьями и последователями, проводя беседы, международные программы (дхармамахачакры). За несколько лет до его ухода последователи попросили Саркара описать свою биографию, и он написал всего лишь: «Я был загадкой, я есть загадка, я навсегда останусь загадкой».
21 октября 1990 года Саркар скончался.

## «Ананда марга» — «Путь блаженства»
Организация основана в 1955 году. Цели и задачи организации определены в шлоке «átmamoksárthaḿ jagathitáya ca» — «самореализация и служение всему сущему». Члены «Ананда марги», с одной стороны, выполняют практики йоги для самореализации, а с другой, организуют и курируют различные социальные проекты, например, программы по дошкольному образованию в неблагополучных районах, помощь пострадавшим от стихийных бедствий, раздачу продуктов неимущим и т. п. В организации также существует институт монашества, который состоит из людей, посвятивших свою жизнь медитации, служению людям и распространению миссии; они бесплатно обучают желающих практикам и философии раджадхираджа йоги.
Систему духовных практик, данную Саркаром, можно назвать синтезом ведической и тантрической философии. Его концепция карма санньясы основана на следующем принципе: имея целью достижение высшего сознания, нужно постоянно фокусироваться на этой цели, выполнять духовные практики для трансформации личности и заниматься социальным служением, помогая людям, стремясь к политическому и социальному освобождению общества. Йогин, придерживающийся этого принципа, называется садвипрой.
В настоящее время организация «Ананда Марга» работает в 120 странах.
Со времени основания «Ананда Марга» выступала за универсализм и отвергала такие иррациональные способы деления общества, как, например, кастеизм. Организации пришлось столкнуться с противодействием со стороны консервативных индуистских кругов, а также коммунистического режима в Западной Бенгалии.

## Духовная философия
Последователи «Ананда марги» верят в единую, бесконечную, высшую сущность, создавшую этот мир, которая на санскрите называется Парама Пуруша. Согласно философии «Ананда Марги», в каждом человеке присутствует частичка этого бесконечного высшего сознания, а целью человеческой жизни является слияние единичного сознания с высшей бесконечной сущностью — Парама Пурушей.
Духовная философия «Ананда марги» говорит о том, что Вселенная является мыслеволной космического разума и создана из эктоплазмы, или вещества этого космического Разума.

### Брахмачакра
Космология «Ананда марги» начинается с понимания того, что бесконечное Сознание является причиной и источником всего сущего. Это сознание известно как Брахма. Цикл творения, в котором Брахма трансформирует себя в проявленную Вселенную, называется Брахмачакра («чакра» значит «цикл» или «круг»). Эта сущность контролирует все действия во Вселенной. Сознание — это творец, создавший план Вселенной и воплощающий этот план.
В философии вопросы о взаимоотношении материи и сознания, о главенстве и истинности того либо другого являются одними из самых важнейших. Материалисты утверждают, что сознание представляет собой продукт материи, и поэтому материя является наиболее важным элементом во Вселенной. С другой стороны, некоторые философы говорят о том, что мир — это только иллюзия. Теория брахмачакры предлагает иной взгляд на этот вопрос: проявленная Вселенная является относительной реальностью. В свою очередь непроявленный Брахма представляет собой абсолютную, неизменную реальность. Теория брахмачакры соглашается с тем, что единичное сознание возникло из материи, но заявляет, что это стало возможным только потому, что сама материя является творением космического разума, и, следовательно, сознание уже заложено в ней. То есть сознание важнее материи. Человеческие существа являются частью созданной в его разуме относительной реальности, и поэтому не могут отрицать её существование, не отрицая при этом своё собственное существование. «Брахма является абсолютной реальностью, Вселенная — тоже реальность, но относительная».

### Теория микровит
Саркар говорил о том, что создание материи начинается с микровит, формирования частиц, составляющих атом, в то время как субстанцией, составляющей микровиты, является идея. Слово «микровита» означает «мельчайшая, микроскопическая форма жизни».
Теория микровит Саркара представляет собой звено, соединяющее концепцию сознания и концепцию жизни, и является универсальным философским полем, объясняющим происхождение и развитие жизни. Эта концепция — составная часть теории о живых существах, которые в своем развитии проходят стадии, в разной степени отражающие сознание. Теория микровит предлагает объяснение следующих феноменов: каким образом жизнь путешествует во Вселенной быстрее скорости света, как одна клетка может стать сложным организмом, как идеация на Высшее Сознание привлекает позитивные микровиты и улучшает здоровье или как гений приобретает необычные качества. Концепция микровит является духовной, в её основе не может лежать научный метод, потому что микровиты так малы, что их невозможно обнаружить экспериментально.
Согласно теории Саркара, многие современные медицинские препараты заставляют негативные микровиты собираться в очаге болезни, и эта концентрация негативных микровит может свести на нет весь процесс лечения. Эффект, возникающий в результате концентрации негативных микровит, может послужить причиной новых болезней. Духовные практики увеличивают в организме количество позитивных микровит. Саркар говорит о том, что современная медицина себя изживает, и только теория микровит сможет вывести на более высокий уровень создание новых медикаментов.

## Социальная и политическая философия

### Теория общественного цикла
Концепция варн (общественных циклов) определяет физическое и психическое поведение людей и мотивацию их действий. Согласно этой концепции, люди подразделяются на четыре основных типа: випра (интеллектуал), кшатрия (воин), вайшья (торговец), шудра (рабочий). Варна, по мнению Саркара, — это нечто большее, чем только психологический тип, она ближе к понятию эпистема, сформулированному Мишелем Фуко.
Закон общественного цикла вплетает концепцию варн в теорию исторической эволюции, в процессе которой цивилизации развиваются и приходят в упадок, возглавляемые правящей элитой, которую составляют люди одного из вышеупомянутых типов. Этот закон можно связать с идеями исторического цикла Шри Ауробиндо, Ибн Халдуна и некоторых других историков. Наряду с циклическим описанием — развитием и падением цивилизаций — теория Саркара может быть представлена линейно, когда экономический и технологический прогресс считается решающим для изменения материальных условий жизни. Однако, по мнению Саркара, истинный прогресс может существовать только в духовной сфере.
Саркар определяет духовность как реализацию человеком своего истинного «я». В дополнение к практикам медитации и очищению мыслей и действий Саркар акцентирует внимание на социальном служении как способе освобождения. Саркар считает служение необходимым для саморазвития человека, он отвергает как капиталистическую, так и социалистическую социальные структуры, считая их неприемлемыми для движения человечества к золотому веку духовности. По мнению Саркара, серьёзной проблемой капитализма является то, что при капитализме значительная часть финансовых ресурсов сосредоточена в руках нескольких человек, из-за этого прекращается оборот денег, что, в свою очередь, является главной причиной экономических кризисов. Духовный путь не предполагает отсутствия в обществе структур, призванных удовлетворять основные, хотя и все время меняющиеся, потребности людей в жилье, еде, медицинском обслуживании и образовании.
Саркар призывает претворять в жизнь идеи «Ананда марги» и теории прогрессивного использования и предпринимать таким образом практические меры по улучшению и гармонизации жизни общества, расширению сотрудничества между людьми, что поможет обществу выйти из цикла, в котором оно находится в настоящее время. Саркар утверждает, что если теория общественных циклов будет понята и принята, то эксплуатацию можно значительно уменьшить, если не уничтожить совсем. Если лидерами во всех сферах жизни общества будут люди мужественные, открытые для нововведений и технического прогресса, использующие свой интеллект на благо всего общества, то можно будет вырваться из настоящего цикла на следующую ступень развития.

### Теория прогрессивного использования
П. Р. Саркар предсказал крах социалистической системы, а вслед за этим — глобальный кризис капитализма: двух моделей общества, равно пренебрегающих духовным началом. В 1959 году он разработал теорию прогрессивного использования (PROUT) — социально-экономическую концепцию, в основе которой лежат ценности, определенные в теории неогуманизма. Одним из основных положений неогуманизма является утверждение, что благополучие растений и животных имеет такую же ценность, как физическое, психическое и духовное благополучие человеческих существ. ПРАУТ был разработан как практическое средство, с помощью которого можно установить неогуманизм в сообществах и народах всего мира. Теория ПРАУТа отвергает как капиталистическую, так и социалистическую экономические модели, фокусируясь на максимально рациональном использовании всех ресурсов и справедливом распределении всех благ, производство которых основано на деятельности кооперативных предприятий и работе промышленности. В 1968 году Саркар основал организацию «Праутистский блок Индии» (PBI — Proutist Block of India) для того, чтобы воплощать идеи этой теории в социальной и политической сферах жизни общества.
ПРАУТ направлен на то, чтобы помочь бедным обрести экономическую независимость; также он подчеркивает, что на общественных лидерах, равно как и на каждом преуспевающем человеке, лежит огромная моральная ответственность за благополучие всего общества. Настаивая на экономической демократии, ПРАУТ выступает за ограничение накопления благ. Естественно, что у подобной теории не могли не появиться противники среди капиталистов и коммунистов Индии и других стран.

### Неогуманизм
В своих работах П. Р. Саркар утверждал, что люди, вместо того, чтобы отождествлять себя с определенной расой, религией, национальностью или языковой группой, должны считать себя частью одной великой семьи, включающей все человечество. Этот тип общественного мировоззрения он называл «универсализмом». В 1982 году, в серии бесед, опубликованных в книге «Неогуманизм: освобождение разума» он отметил, что традиционный гуманизм имеет некоторые серьёзные дефекты. Прежде всего, такой гуманизм не распространяется на растения и животных. Люди говорят о «человеческих правах», но продолжают отрицать возможность существования прав животных и растений. Другим дефектом гуманизма является то, что он лишен мощного духовного фундамента и часто вырождается в псевдогуманизм. Примером может служить то, как многие так называемые развитые нации оказывают гуманитарную помощь менее развитым странам во имя гуманизма, но одновременно с этим транснациональные корпорации в безрассудной погоне за прибылью вытягивают из менее развитых стран их богатства и ресурсы.
П. Р. Саркар представил миру новую формулировку гуманизма, имеющего своей основой духовность, назвав его «Неогуманизм». Неогуманизм является теорией, основанной на духовности, расширении восприятия мира, экологических и социальных изменениях. Она описана Саркаром в книге «Неогуманизм: освобождение разума», где говорится о природе человека и способах раскрытия потенциала всего общества и отдельной личности. Это целостная философия, охватывающая вопросы о цели жизни, деятельности общества и многие другие аспекты человеческого существования.
Как объясняет Саркар, в основе неогуманизма лежит универсальная любовь. Другими словами, в человеке должна жить любовь ко всей Вселенной, живой и неживой природе. Выдвигается точка зрения, что человечество находится в неразрывном единстве со всей материей Вселенной. Саркар подчеркивает, что человеческим существам необходимо защищать живые и неживые сообщества. Уважение права животных на существование, сохранение видов, практика вегетарианства всемерно поощряются и считаются важнейшими составляющими духовного образа жизни.
В неогуманизме говорится о двух принципах, которыми преимущественно руководствуются люди: принцип личного (эгоистического) удовольствия (Атма-Сукха Таттва) и принцип социального равенства (Сама-Самаджа Таттва). Принятие принципа социального равенства развивает доброжелательность и желание помогать, это становится жизненным правилом; принятие идеи о единстве всех форм жизни развивает в человеке ответственность, соразмерную той роли, которую человеческие существа играют в структуре Вселенной. Следование принципу личного удовольствия, напротив, способствует тому, что для человека теряет значение все, кроме его собственного удовольствия и его собственного успеха, он перестает задумываться о том, как его поступки сказываются на окружающих. Философия неогуманизма поддерживает основанную на принципе социального равенства «истинно человеческую культуру» и отвергает «псевдокультуру», «продажную культуру», которая развивает эгоизм и стремление к получению удовольствий.
Неогуманизм призывает к освобождению от догматических и ограничивающих разум понятий через пробуждение совести, что включает в себя рациональное мышление и приобретение знаний на основе принципа социального равенства. Этот процесс происходит в психической сфере. Рациональность предполагает способность различать, что заслуживает внимания, а чего необходимо избегать. Сферу изучения оценивает совесть, определяя, удовлетворяет ли эта сфера критерию «на благо всего сущего». Неогуманизм — философия о сознательном расширении области восприятия мира человеческой личностью, она выводит личность за пределы узких категорий (национальность или этническая группа) к более широким (планета). Неогуманизм требует от человека как внутренних, так и внешних усилий. Саркар дал много педагогических практик и методов для развития неогуманистической культуры.

## Работы Саркара
Саркар полностью отдал работе в «Ананда марге» семнадцать лет (1966—1971 и 1978—1990) и оставил обширное наследие, включающее более 250 книг, затрагивающих широкий круг вопросов.
П. Р. Саркар известен прежде всего как духовный учитель «Ананда марги», однако он написал свыше 1500 страниц, посвященных экономической теории ПРАУТ, несколько тысяч страниц о лингвистике и изучении языков; труды Саркара по лингвистике включают в себя незаконченную 26-томную энциклопедию о санскрите — «Shabda Cayanika» («Коллекция слов»). Помимо этого он написал книги, посвящённые социологии, сельскому хозяйству, истории, литературе, образованию, медицине, космологии и философии. А также предложил неизвестную ранее миру философию неогуманизма (1982) и теорию микровитов (1986).
Одним из ярких достижений Саркара его последователи считают написанные им песни, названные Прабхат Самгитами («Песни нового рассвета»). Начиная с 1982 года, в последние 8 лет жизни, Саркар успел написать 5018 песен.

## Последователи
Первым учеником Саркара был йогин Каликананда. Впервые они встретились, когда Саркар ещё был студентом колледжа. Однажды вечером он медитировал на берегу реки Ганга. Каличаран, который в молодости был преступником, намеревался ограбить Саркара, но, поговорив с ним, кардинально изменил свой образ жизни и встал на духовный путь, «Путь блаженства».
Одним из самых известных учеников Саркара был Рави Батра, экономист с мировым именем и популярный писатель, который живёт и преподает в Далласе (штат Техас). На работы Батры в значительной степени повлияли выдвинутые Саркаром теория социальных циклов и прогрессивная теория рационального использования. Ещё одним знаменитым учеником был футурист Сохаил Инаятулла, который впоследствии стал переводчиком трудов Саркара с бенгали.
Ученики Саркара, монахи и монахини «Ананда марги», распространяют его учение по всему миру, выступая с лекциями, проводя семинары, обучая духовным практикам.